# Chu trình (lý thuyết đồ thị)

Một đồ thị đơn có chu trình.

Trong lý thuyết đồ thị, chu trình trong đồ thị là một dây chuyền đóng.
Đồ thị chỉ gồm một chu trình với n đỉnh được gọi là đồ thị vòng, ký hiệu Cn,
Các loại chu trình:
- Chu trình chẵn: là chu trình có độ dài chẵn.
- Chu trình lẻ: là chu trình có độ dài lẻ.
- Chu trình có hướng: là một chu trình đơn mà mọi cung trong đó đều cùng hướng, nghĩa là mọi đỉnh đều có bậc trong và bậc ngoài bằng 1. Có thể gọi đơn giản là chu trình khi ngữ cảnh rõ ràng.
- Chu trình đơn: là chu trình không đi qua một cạnh nào quá một lần.
- Chu trình sơ cấp: là chu trình không chứa cùng một đỉnh quá một lần (trừ đỉnh đầu và đỉnh cuối). Trong đồ thị ở hình trên, (1, 5, 2, 1) là một chu trình sơ cấp. Chu trình sơ cấp thì là chu trình đơn.
- Chu trình Euler: là chu trình qua tất cả các cạnh, mỗi cạnh đúng một lần.
- Chu trình bao trùm: là cách gọi khác của chu trình Hamilton.